# Дмитриева, Евдокия Андреевна
Евдокия (Дуся) Андреевна Дмитриева (1 декабря 1922, Царицын — 8 октября 1942, Сталинград) — участница Сталинградской битвы, увековечена мемориальной плитой на Большой братской могиле мемориального комплекса «Героям Сталинградской битвы».

## Молодость
Родилась 1 декабря 1922 года в Царицыне. Русская. После окончании школы Евдокия Андреевна работала в центральной лаборатории Сталинградского тракторного завода.

## Война
С началом Великой Отечественной войны Евдокия Дмитриевна вступила в отряд МПВО, где стала командиром медико-санитарного звена.
23 августа 1942 участвовала в отражении немецкого наступления в северной части Сталинграда. Вместе с другими сандружинницами выносила раненых бойцов и командиров. 28 августа лично вынесла с поля боя 9 раненых солдат. Однажды автомашина, в которой Евдокия Андреевна Дмитриева и шофер Борис Бухарин перевозили раненых бойцов, была обстреляна и загорелась. Евдокия и Борис сумели погасить пламя, вывели машину из-под обстрела и доставили раненых в медпункт. Всего она вынесла с поля боя 19 раненых.
Впоследствии Евдокия Андреевна была переведена в разведку. Она совершила 14 разведрейдов.

Разведчицы направлялись в тыл врага с заданием разведывательного характера по сбору сведений о противнике, характере оборонительных сооружений, наличии автотранспорта, живой силы противника и т. д. Партизанские группы, одиночки-разведчики из местного населения проводили большую разведывательную работу и доставляли ценные разведывательные данные для командования частей Красной Армии.— «О боевых действиях партизанских отрядов в тылу немецко- фашистских войск» - Справка военного отдела обкома ВКП (б) от 1 сентября 1942г. - «Сталинградцы в бою и труде» Изд. Волгоград, 2005г.
08 октября 1942 года разведчицы Евдокия Андреевна Дмитриева и Надежда Шурина, возвращаясь из разведки, попали на минное поле. Евдокия Андреевна была смертельно ранена. Умирая на руках подруги, она прошептала: «Умираю за Родину, за Сталинград!».

## Память
Указом Президиума Верховного Совета СССР Евдокия Андреевна Дмитриева награждена орденом Ленина и медалью «За оборону Сталинграда» (Посмертно).
Её именем была названа улица в Тракторозаводском районе города Сталинграда, в современном Волгограде отсутствует. 
Останки Евдокии Андреевны Дмитриевой перезахоронены в большую братскую могилу при строительстве мемориального комплекса. Среди мемориальных плит Большой братской могилы мемориального комплекса «Героям Сталинградской битвы» есть плита с именем Евдокии Андреевы Дмитриевой.